# Лю Чжо
Лю Чжо (劉焯, 544 — 610) — китайський астроном часів династії Суй.

## Життєпис
Народився у 544 році у повіті Цяньтін. Про життя його мало відомо. У 604 році розробив новий календар Хаунцзі.

## Астрономія
У своєму календарі Лю Чжо оновив величину прецесії, встановивши її як 1º за кожні 75 тропічних років, що було зразком високої точності для того часу. Число Лю Чжо продовжувало використовуватися до 1199 року, коли розробники нового календаря Тунтянь взяли більш точну величину — 1º за кожні 66 тропічних років і 8 місяців.
Лю Чжо відзначав, що від осіннього рівнодення до зимового сонцестояння проходить 88 днів, а від весняного рівнодення до літнього сонцестояння — 93 дні, і вважав, що час, потрібний Сонцю, щоб перетнути ці відстані, змінюється через коливання в його швидкості. Отримані ним числа, проте, були неточні. При роботі над календарем Лю Чжо побудував теорію сонячних затемнень, у якій враховувалося видима зміна відносного положення Сонця і Місяця, що є, на його думку, результатом віддаленості спостерігача від центру Землі. Він вперше у китайський астрономії, але на 8 століть пізніше Гіппарха, підійшов до уявлення про паралакс, тобто видиму зміщення небесних об'єктів внаслідок переміщення спостерігача.